# Centruroides hirsuticauda
Espèce
Centruroides hirsuticauda est une espèce de scorpions de la famille des Buthidae.

## Distribution
Cette espèce est endémique du Honduras. Elle se rencontre dans les départements de Comayagua et de Yoro.

## Description
Le mâle holotype mesure 69,4 mm, le mâle paratype 74,1 mm et les femelles paratypes 53,2 mm et 56,9 mm.

## Publication originale
- Teruel, 2011 : « Una nueva especie de Centruroides Marx 1890 (Scorpiones: Buthidae) de Honduras, America Central. » Boletín de la Sociedad Entomológica Aragonesa, no 48, p. 61-66 (texte intégral).